# Spirotropis phaeacra
Spirotropis phaeacra is een slakkensoort uit de familie van de Drilliidae. De wetenschappelijke naam van de soort is voor het eerst geldig gepubliceerd in 1881 door R. Boog Watson.